# VVC Vught
VVC Vught (Vughtse Volleybal Combinatie) is een volleybalvereniging uit Vught, Noord-Brabant, Nederland met vier landstitels, zes nationale bekers en vier supercups in de prijzenkast.

## Geschiedenis
Op 23 mei 1968 ontstond uit een fusie van twee Vughtse volleybalverenigingen de "Vughtse Volleybal Combinatie" (afgekort VVC). Om praktische redenen is de laatste jaren de plaatsnaam Vught aan de statutaire naam gekoppeld. Tot midden jaren '80 van de vorige eeuw werden de wedstrijden gespeeld in Sporthal Ouwerkerk aan de Maarten Trompstraat te Vught. Na de bouw van een nieuwe sportaccommodatie aan de Martinilaan te Vught worden trainingen en wedstrijden tot op de dag van vandaag in de Martinihal gehouden 

## Erelijst
| Competitie    | Mannen *   | Vrouwen **             |
| ------------- | ---------- | ---------------------- |
| Landskampioen | 1981       | 1993, 1996, 1997       |
| Bekerwinnaar  | 1980, 1981 | 1993, 1994, 1996, 1997 |
| Supercup      |            | 1993, 1994, 1996, 1997 |

* 1980 als Gemenservice/VVC
** 1996, 1997 als Bonduelle/VVC

## Internationals
VVC Vught heeft in de loop der jaren veel (met name Nederlandse) internationals binnen haar vereniging gehad. Zo waren er op de Olympische Spelen van 1996 in Atlanta bij het Nederlands damesvolleybalteam zes speelsters (van de twaalf) die speelden of hadden gespeeld binnen VVC Vught.
Erna Brinkman          - Heleen Crielaard         - Riëtte Fledderus
- Saskia van Hintum      - Carlijn Jans             - Hanneke van Leusden
- Irena Machovcak        - Linda Moons              - Mirjam Orsel
- Silvia Raaijmakers - Maureen Staal          - Chaïne Staelens          - Kim Staelens
- Claudia van Thiel      - Ingrid Visser            - Elke Wijnhoven
- Esther van Berkel - Fransje Murphy